# Bekelech Feye
 (décembre 2022).
République fédérale démocratique d'Éthiopie
Bekelech Feye (Ge'ez: በቀለች ፈዬ) est une des 112 membres du Conseil de la Fédération éthiopien. Elle est une des 19 conseillers de l'État Oromia et représente le peuple Oromo.